# Nazionale maschile di calcio delle Comore
La nazionale di calcio delle Comore è la rappresentativa calcistica dell'omonimo Stato africano ed è posta sotto il controllo della Fédération Comorienne de Football.
La nazionale comoriana iniziò la propria attività internazionale nel 1979, ma solo nel 2005 la locale federcalcio si affiliò alla FIFA. La prima manifestazione ufficiale a cui parteciparono le Comore furono le qualificazioni alla Coppa araba 2009, dalle quali la squadra fu eliminata al primo turno. Le Comore hanno giocato i primi incontri di qualificazione alla Coppa d'Africa e al campionato mondiale di calcio in vista delle edizioni del 2010 di entrambe le manifestazioni. La squadra ha partecipato a un'edizione della Coppa d'Africa, quella del 2021, dove è stata eliminata agli ottavi di finale.
Nella classifica mondiale della FIFA, istituita nell'agosto 1993, il peggiore piazzamento delle Comore è il 207º posto del dicembre 2006, mentre il migliore piazzamento è il 119º posto del dicembre 2023, posizione che occupa tuttora.

## Storia
La nazionale comoriana di calcio esordì ai Giochi delle isole dell'Oceano Indiano del 1979.
Nel 2005 la federcalcio comoriana si affiliò alla FIFA e nel 2006, dopo un lungo periodo di inattività, la nazionale ricomparve per disputare due partite valide per le eliminatorie della Coppa araba 2009. Furono questi i primi due incontri della nazionale (uno dei quali conclusosi con la vittoria per 4-1 in casa di Gibuti) riconosciuti dalla FIFA. Nel 2007 la squadra esordì nelle qualificazioni al campionato mondiale di calcio, venendo eliminata dal Madagascar nel turno preliminare delle eliminatorie CAF di Sudafrica 2010.
Nell'ottobre 2015, nel corso delle qualificazioni al campionato del mondo 2018, le Comore eliminarono il Lesotho grazie alla regola dei gol fuori casa, dopo due pareggi, accedendo così al secondo turno. Da allora la squadra conobbe un lento miglioramento, che la condusse a sconfiggere Botswana, Mauritius e Malawi nelle qualificazioni alla Coppa d'Africa.
Nel novembre 2019 la nazionale comoriana aprì le eliminatorie della Coppa d'Africa 2021 battendo per 1-0 in trasferta il Togo: fu il primo successo esterno per le Comore in un torneo internazionale. La campagna di qualificazione si concluse positivamente per la nazionale comoriana, che, pareggiando per 0-0 in casa contro il Togo, ottenne l'accesso alla fase finale della competizione per la prima volta nella storia. Nella fase finale i celacanti, sconfitti per due volte nel girone, chiusero il raggruppamento al terzo posto grazie alla vittoria di misura contro il Ghana e, risultando una tra le migliori terze classificate, raggiunsero gli ottavi di finale; qui vennero eliminati perdendo per 2-1 contro i padroni di casa del Camerun, dopo aver giocato con il terzino al posto del portiere titolare e per 83 minuti in dieci uomini.

## Colori e simboli

### Divise storiche
| Coppa d'Africa 2021                                                                                                   | Coppa d'Africa 2021                                                                                                   | Coppa d'Africa 2021 | Coppa d'Africa 2021 |
| --- | --- | ------------------- | ------------------- |
| Casa | Trasferta |                     |                     |
| Manica sinistra · Manica sinistra · Maglietta · Maglietta · Manica destra · Manica destra · Pantaloncini · Calzettoni | Manica sinistra · Manica sinistra · Maglietta · Maglietta · Manica destra · Manica destra · Pantaloncini · Calzettoni |                     |                     |
| Macron | |                     |                     |

## Partecipazioni ai tornei internazionali
Legenda: Grassetto: Risultato migliore, Corsivo: Mancate partecipazioni

- 1963 - Non partecipante
- 1964 - Non partecipante
- 1966 - Non partecipante
- 1982 - Annullata
- 1985 - Non partecipante
- 1988 - Non partecipante
- 1992 - Non partecipante
- 1998 - Non partecipante
- 2002 - Non partecipante
- 2009 - Annullata
- 2012 - Non partecipante
- 2021 - Non qualificata

## Statistiche dettagliate sui tornei internazionali

### Mondiali
| Anno | Luogo                    | Piazzamento      | V | N | P | Gol |
| ---- | ------------------------ | ---------------- | - | - | - | --- |
| 1930 | Uruguay                  | Non iscritta     | - | - | - | -   |
| 1934 | Italia                   | Non iscritta     | - | - | - | -   |
| 1938 | Francia                  | Non iscritta     | - | - | - | -   |
| 1950 | Brasile                  | Non iscritta     | - | - | - | -   |
| 1954 | Svizzera                 | Non iscritta     | - | - | - | -   |
| 1958 | Svezia                   | Non iscritta     | - | - | - | -   |
| 1962 | Cile                     | Non iscritta     | - | - | - | -   |
| 1966 | Inghilterra              | Non iscritta     | - | - | - | -   |
| 1970 | Messico                  | Non iscritta     | - | - | - | -   |
| 1974 | Germania                 | Non iscritta     | - | - | - | -   |
| 1978 | Argentina                | Non iscritta     | - | - | - | -   |
| 1982 | Spagna                   | Non iscritta     | - | - | - | -   |
| 1986 | Messico                  | Non iscritta     | - | - | - | -   |
| 1990 | Italia                   | Non iscritta     | - | - | - | -   |
| 1994 | Stati Uniti              | Non iscritta     | - | - | - | -   |
| 1998 | Francia                  | Non iscritta     | - | - | - | -   |
| 2002 | Giappone / Corea del Sud | Non iscritta     | - | - | - | -   |
| 2006 | Germania                 | Non partecipante | - | - | - | -   |
| 2010 | Sudafrica                | Non qualificata  | - | - | - | -   |
| 2014 | Brasile                  | Non qualificata  | - | - | - | -   |
| 2018 | Russia                   | Non qualificata  | - | - | - | -   |
| 2022 | Qatar                    | Non qualificata  | - | - | - | -   |

### Coppa d'Africa
| Anno | Luogo                      | Piazzamento      | V | N | P | Gol |
| ---- | -------------------------- | ---------------- | - | - | - | --- |
| 1957 | Sudan                      | Non iscritta     | - | - | - | -   |
| 1959 | Rep. Araba Unita           | Non iscritta     | - | - | - | -   |
| 1962 | Impero d'Etiopia           | Non iscritta     | - | - | - | -   |
| 1963 | Ghana                      | Non iscritta     | - | - | - | -   |
| 1965 | Tunisia                    | Non iscritta     | - | - | - | -   |
| 1968 | Impero d'Etiopia           | Non iscritta     | - | - | - | -   |
| 1970 | Sudan                      | Non iscritta     | - | - | - | -   |
| 1972 | Camerun                    | Non iscritta     | - | - | - | -   |
| 1974 | Egitto                     | Non iscritta     | - | - | - | -   |
| 1976 | Etiopia                    | Non iscritta     | - | - | - | -   |
| 1978 | Ghana                      | Non iscritta     | - | - | - | -   |
| 1980 | Nigeria                    | Non iscritta     | - | - | - | -   |
| 1982 | Libia                      | Non iscritta     | - | - | - | -   |
| 1984 | Costa d'Avorio             | Non iscritta     | - | - | - | -   |
| 1986 | Egitto                     | Non iscritta     | - | - | - | -   |
| 1988 | Marocco                    | Non iscritta     | - | - | - | -   |
| 1990 | Algeria                    | Non iscritta     | - | - | - | -   |
| 1992 | Senegal                    | Non iscritta     | - | - | - | -   |
| 1994 | Tunisia                    | Non iscritta     | - | - | - | -   |
| 1996 | Sudafrica                  | Non iscritta     | - | - | - | -   |
| 1998 | Burkina Faso               | Non iscritta     | - | - | - | -   |
| 2000 | Ghana / Nigeria            | Non iscritta     | - | - | - | -   |
| 2002 | Mali                       | Non iscritta     | - | - | - | -   |
| 2004 | Tunisia                    | Non iscritta     | - | - | - | -   |
| 2006 | Egitto                     | Non partecipante | - | - | - | -   |
| 2008 | Ghana                      | Non partecipante | - | - | - | -   |
| 2010 | Angola                     | Non qualificata  | - | - | - | -   |
| 2012 | Gabon / Guinea Equatoriale | Non qualificata  | - | - | - | -   |
| 2013 | Sudafrica                  | Non qualificata  | - | - | - | -   |
| 2015 | Guinea Equatoriale         | Non qualificata  | - | - | - | -   |
| 2017 | Gabon                      | Non qualificata  | - | - | - | -   |
| 2019 | Egitto                     | Non qualificata  | - | - | - | -   |
| 2021 | Camerun                    | Ottavi di finale | 1 | 0 | 3 | 4:7 |

## Tutte le rose

### Coppa d'Africa
Coppa d'Africa 20211 Ben Boina, 2 Abdallah, 3 Alhadhur, 4 Zahary, 5 Ali Mohamed, 6 Abdou, 7 Selemani, 8 Bachirou, 9 M. M'Changama, 10 Y. M'Changama, 11 Aboubakari, 12 M'Dahoma, 13 Abdullah, 14 M'Madi, 15 B. Youssouf, 16 Ousseni, 17 I. Youssouf, 18 Bourhane, 19 M. Youssouf, 20 Mogni, 21 Ben Nabouhane, 22 Bakari, 23 A. Ahamada, 24 Mattoir, 25 Moussa, 26 Mohamed, 27 K. Ahamada, 28 Souahy, CT: Abdou

## Rosa attuale
Lista dei convocati per le gare delle qualificazioni al campionato mondiale di calcio 2026 contro Rep. Centrafricana e Ghana del 17 e del 21 novembre 2023.

Presenze e reti aggiornate al 21 novembre 2023. 
|  | P | Salim Ben Boina       | 19 luglio 1991    | 22 | 0  | Épinal                |  |  |
|  | P | Yannick Pandor        | 1º maggio 2001    | 3  | 0  | Lens                  |  |  |
|  | P | Adel Anzimati-Aboudou | 5 novembre 2001   | 1  | 0  | Quevilly-Rouen 2      |  |  |
|  |   |                       |                   |    |    |                       |  |  |
|  | D | Mohamed Youssouf      | 26 marzo 1988     | 40 | 3  | Ajaccio               |  |  |
|  | D | Saïd Bakari           | 22 settembre 1994 | 34 | 0  | RKC Waalwijk          |  |  |
|  | D | Kassim M'Dahoma       | 26 gennaio 1997   | 27 | 1  | Botoșani              |  |  |
|  | D | Younn Zahary          | 8 ottobre 1998    | 16 | 0  | Mezőkövesd-Zsóry      |  |  |
|  | D | Ahmed Soilihi         | 1º luglio 1996    | 10 | 0  | Martigues             |  |  |
|  | D | Abdel-Hakim Abdallah  | 18 agosto 1997    | 7  | 0  | Rodez                 |  |  |
|  | D | Yahaya Médard         | 14 gennaio 2000   | 1  | 0  | Aubervilliers         |  |  |
|  |   |                       |                   |    |    |                       |  |  |
|  | C | Youssouf M'Changama   | 29 agosto 1990    | 59 | 12 | Auxerre               |  |  |
|  | C | Benjaloud Youssouf    | 11 febbraio 1994  | 42 | 4  | Châteauroux           |  |  |
|  | C | Yacine Bourhane       | 30 settembre 1998 | 17 | 0  | Esbjerg               |  |  |
|  | C | Haslane Alfonsi Ahmed | 28 dicembre 2001  | 5  | 0  | Volcan Club           |  |  |
|  | C | Aymeric Ahmed         | 8 novembre 2003   | 4  | 0  | Virton                |  |  |
|  | C | Raïmane Daou          | 20 novembre 2004  | 2  | 0  | Olympique Marsiglia 2 |  |  |
|  | C | Zainou Dine Mohamed   | 16 giugno 2000    | 2  | 0  | Rousset               |  |  |
|  | C | Kassim Hadji          | 23 marzo 2000     | 2  | 0  | Ararat                |  |  |
|  |   |                       |                   |    |    |                       |  |  |
|  | A | Ibroihim Youssouf     | 6 maggio 1994     | 38 | 8  | TS Sporting           |  |  |
|  | A | Ahmed Mogni           | 10 ottobre 1991   | 30 | 4  | Jeunesse Esch         |  |  |
|  | A | Faïz Selemani         | 14 novembre 1993  | 28 | 4  | Al-Hazem              |  |  |
|  | A | Adel Mahamoud         | 4 febbraio 2003   | 4  | 1  | Nantes 2              |  |  |
|  | A | Myziane Maolida       | 14 febbraio 1999  | 2  | 2  | Hertha Berlino II     |  |  |
|  | A | Rafiki Saïd           | 15 marzo 2000     | 2  | 1  | Troyes                |  |  |